# گرگوره
گرگوره (انگلیسی: Gregore؛ زادهٔ ۲ مارس ۱۹۹۴) بازیکن فوتبال اهل برزیل است.
از باشگاه‌هایی که در آن بازی کرده‌است می‌توان به باشگاه فوتبال سانتوس اشاره کرد.